# Săliște de Vașcău
Săliște de Vașcău (ungarisch Vaskohszeleste, deutsch veraltet Zegestil) ist ein rumänisches Dorf in der Gemeinde Criștioru de Jos im Kreis Bihor.

## Lage
Săliște de Vașcău ist eines der 5 Dörfer in der Gemeinde Criștioru de Jos. Es ist 7 km von Vașcău, 13 km von Ștei und 80 km von der Kreishauptstadt Oradea entfernt. Săliște de Vașcău liegt am Fuße des Bihor-Gebirges und nahe der Quelle des Crișul Negru.

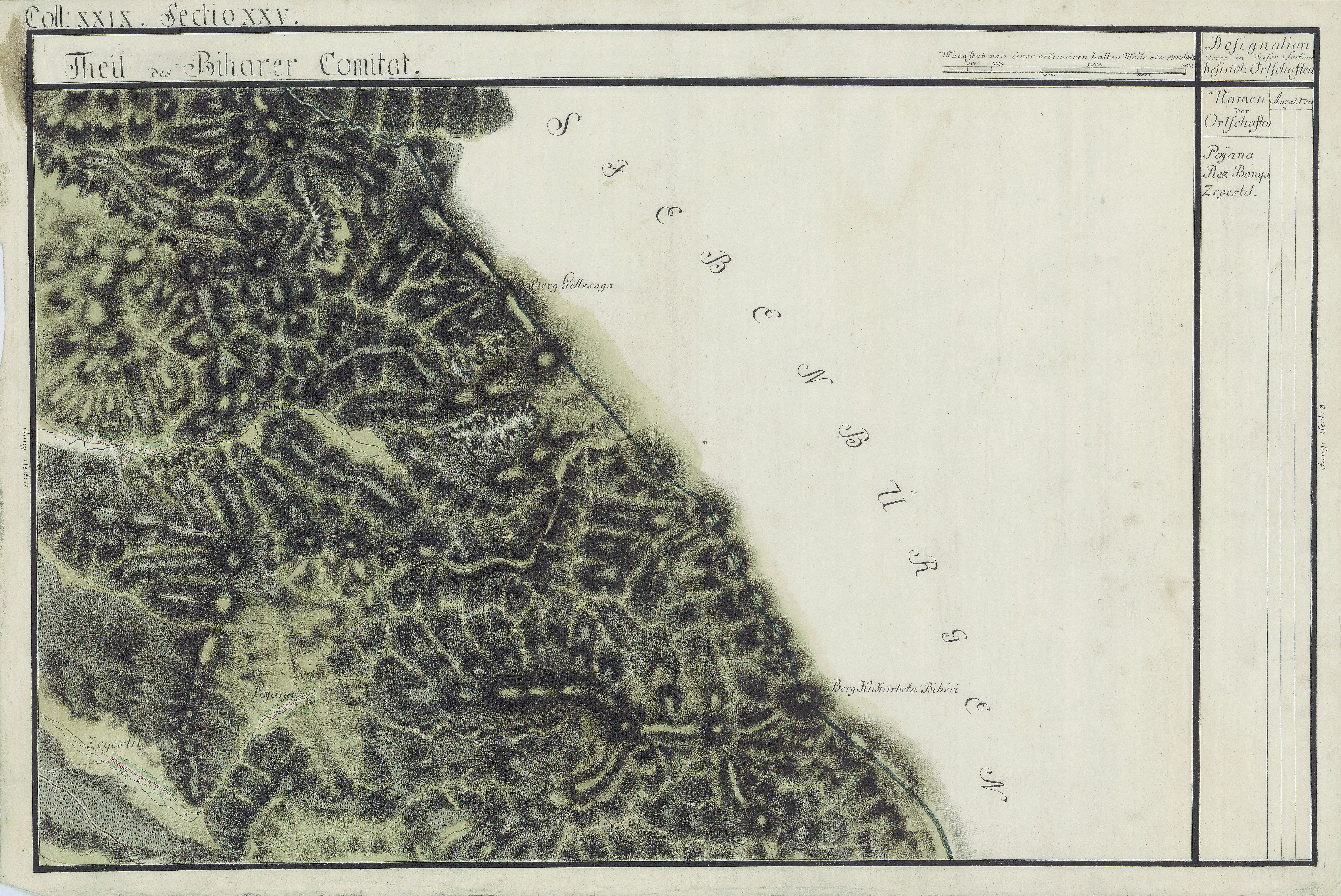
Josephinische Landesaufnahme von Săliște de Vașcău (Zegestil) 1782–1785

## Geschichte

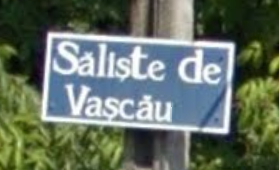
Ortsschild von Săliște de Vașcău

Die erste schriftliche Erwähnung stammt aus dem Jahre 1588. Bis 1919 gehörte Săliște de Vașcău zum Komitat Bihar in Ungarn. Die Siedlung war zu Beginn des 20. Jahrhunderts für seine Töpferei bekannt.
Die Siedlung war noch zu Beginn des 20. Jahrhunderts berühmt für ihre Töpferei.

## Bevölkerung
Anfang des 20. Jahrhunderts hatte die Siedlung nur etwa 100 Häuser. Im Laufe der Jahre wuchs die Bevölkerungszahl und somit hatte das Dorf 1910 683 Einwohner davon alle Rumänen. 1992 waren 592 Einwohner gezählt.

## Sehenswürdigkeiten
- Griechisch-orthodoxe Kirche aus dem Jahre 1853